# Have Spacesuit, Will Travel
Have Spacesuit, Will Travel è un Ep della band norvegese Motorpsycho pubblicato nel 1997.

## Tracce
1. Un Chien d'espace – 13:40
2. Have Spacesuit, Will Travel – 13:51
3. Ohm's Concerto for Alto and Soprano Saw – 1:38

## Formazione
- Bent Saether / voce, basso, chitarra, piano, percussioni, mellotron, taurus, piano rhodes
- Hans Magnus Ryan / chitarre, voce, basso, taurus, piano, organo, vibrafono, percussioni
- Haakon Gebhardt / batteria, banjo, piano, voce, percussioni

e con:
- Ole Henrik Moe / sega alto e soprano, piano, violino
- Helge Sten / oscillatori, echoplex, reverators, ring modulators